# Jetis Wetan
Jetis Wetan is een bestuurslaag in het regentschap Klaten van de provincie Midden-Java, Indonesië. Jetis Wetan telt 2958 inwoners (volkstelling 2010).